# San Marino Academy 2021-2022
Questa voce raccoglie le informazioni riguardanti il San Marino Academy nelle competizioni ufficiali della stagione 2021-2022.

## Stagione
Dopo la retrocessione in Serie B la stagione del San Marino Academy vede alcune importanti modifiche nell'organico, sia sulla panchina, dove Alain Conte lascia l'incarico ad Alessandro Recenti, che nella rosa della squadra, con la partenza di molte giocatrici, tutte le internazionali, da tutti i reparti e l'arrivo di alcune pedine da club di Serie A, come il portiere Alessia Piazza, di provenienza Milan, e la centrocampista olandese Sofieke Jansen, nella scorsa stagione al Napoli.
La partenza in campionato delle Titane, essendo tra le candidate al ritorno alla massima serie, si rivela sotto le aspettative, e dopo cinque giornate, con due vittorie e tre sconfitte all'attivo, il rapporto tra il nuovo tecnico e la società si interrompe consensualmente, di conseguenza viene richiamato Alain Conte per condurre la squadra per il resto della stagione. Il prosieguo del campionato vede la squadra migliorare le proprie prestazioni, tuttavia pur rimanendo in posizioni di alta classifica e non perdendo, tranne che con il Brescia alla 6ª giornata, gli scontri diretti con le candidate al passaggio di categoria, alcuni incontri con squadre dai più modesti obiettivi si chiudono in parità o, come con una rinvigorita Torres alla prima giornata di ritorno, con sconfitte di misura che fanno perdere punti preziosi. Grazie all'apporto nelle conclusioni a rete di Raffaella Barbieri e Sofieke Jansen, rispettivamente 15 e 11 gol, il campionato viene concluso al 3º posto.
In Coppa Italia la squadra, inserita nel triangolare 4 della prima fase di qualificazione, dopo aver superato di misura la Pro Sesto deve cedere all'Inter, che la supera con il risultato di 3-0, il passaggio ai quarti di finale.

## Divise e sponsor
Il completo da gioco principale del San Marino Academy è completamente di colore azzurro scuro, compresi pantaloncini e calzettoni, con numeri, nomi e delle brevi porzioni di bianco sulle spalle e sull'orlo inferiore della maglia. La seconda maglia è invece completamente rossa, sempre con delle piccole zone bianche negli stessi punti. Il portiere indossa la divisa rossa quando la squadra non è in completo da trasferta oppure una completamente nera con lo stesso pattern. Main sponsor è Marlù gioielli e fornitore delle divise è Macron.
| Casa | Trasferta |

## Rosa
Rosa aggiornata al 23 ottobre 2021..
| N. |                       | Ruolo | Calciatrice          |
| -- | --------------------- | ----- | -------------------- |
| 3  | Italia (bandiera)     | D     | Giulia Montalti      |
| 4  | Italia (bandiera)     | D     | Melissa Nozzi        |
| 5  | Italia (bandiera)     | D     | Antonella Marrone    |
| 6  | Italia (bandiera)     | D     | Nicole Micciarelli   |
| 7  | Italia (bandiera)     | A     | Giulia Baldini       |
| 8  | Italia (bandiera)     | C     | Giorgia Bertolotti   |
| 9  | San Marino (bandiera) | A     | Yésica Soledad Menín |
| 10 | Italia (bandiera)     | C     | Alessandra Massa     |
| 11 | Italia (bandiera)     | A     | Francesca Papaleo    |
| 13 | Italia (bandiera)     | D     | Chiara Groff         |
| 14 | Italia (bandiera)     | C     | Viola Brambilla      |

| N. |                        | Ruolo | Calciatrice         |
| -- | ---------------------- | ----- | ------------------- |
| 20 | Italia (bandiera)      | D     | Martina Piazza      |
| 24 | Italia (bandiera)      | P     | Francesca Montanari |
| 25 | Italia (bandiera)      | A     | Fabiana Alborghetti |
| 26 | Italia (bandiera)      | D     | Alessia Venturini   |
| 28 | San Marino (bandiera)  | C     | Eleonora Cecchini   |
| 29 | Italia (bandiera)      | C     | Giulia Fusar Poli   |
| 31 | Italia (bandiera)      | C     | Elena Prinzivalli   |
| 33 | Paesi Bassi (bandiera) | C     | Sofieke Jansen      |
| 45 | Italia (bandiera)      | A     | Raffaella Barbieri  |
| 49 | Grecia (bandiera)      | D     | Christianna Kiamou  |
| 77 | Italia (bandiera)      | P     | Alessia Piazza      |

## Calciomercato

### Sessione estiva(dal 1º luglio al 2 settembre)
| Acquisti | Acquisti           | Acquisti        | Acquisti    |
| R.       | Nome               | da              | Modalità    |
| -------- | ------------------ | --------------- | ----------- |
| P        | Alessia Piazza     | Milan           | definitivo  |
| D        | Christianna Kiamou | Pomigliano      | definitivo  |
| D        | Antonella Marrone  | Pink Sport Time | definitivo  |
| C        | Giorgia Bertolotti | ChievoVerona FM | definitivo  |
| C        | Sofieke Jansen     | Napoli          | definitivo  |
| C        | Alessandra Massa   | Genoa           | in prestito |
| C        | Giulia Fusar Poli  | Riozzese Como   | definitivo  |
| A        | Francesca Papaleo  | Cesena          | definitivo  |

| Cessioni | Cessioni           | Cessioni              | Cessioni      |
| R.       | Nome               | a                     | Modalità      |
| -------- | ------------------ | --------------------- | ------------- |
| P        | Nika Babnik        |                       | svincolata    |
| P        | Gloria Ciccioli    | L.F. Jesina           | fine prestito |
| P        | Margherita Salvi   | Como                  | definitivo    |
| D        | Aurora De Sanctis  | L.F. Jesina           | fine prestito |
| C        | Millie Chandarana  | Blackburn Rovers      | definitivo    |
| C        | Azzurra Corazzi    | Cittadella            | definitivo    |
| C        | Nausica Costantini | Civitanova            | definitivo    |
| C        | Shino Kunisawa     | Nagano Parceiro       | definitivo    |
| C        | Karin Muya         | London City Lionesses | definitivo    |
| C        | Letizia Musolino   | Juventus              | fine prestito |
| C        | Ilenia Rossi       |                       | svincolata    |
| A        | Serena Landa       | Roma                  | fine prestito |
| A        | Alison Rigaglia    | Como                  | definitivo    |
| A        | Fabiana Vecchione  | Cittadella            | definitivo    |

### Sessione invernale
| Acquisti | Acquisti         | Acquisti | Acquisti   |
| R.       | Nome             | da       | Modalità   |
| -------- | ---------------- | -------- | ---------- |
| A        | Melanie Kuenrath | Napoli   | definitivo |

| Cessioni | Cessioni     | Cessioni | Cessioni   |
| R.       | Nome         | a        | Modalità   |
| -------- | ------------ | -------- | ---------- |
| D        | Chiara Groff | Lazio    | definitivo |

## Risultati

### Serie B

#### Girone di andata
| Arbitro: | Vincenzi (Bologna) |

|                                                  |           |  |
| Barbieri 49’ (rig.) Baldini 86’ Massa 90’ (rig.) | Marcatori |  |

| Arbitro: | Balducci (Empoli) |

|                           |           |                     |
| Cimatti 13’ Barbaresi 71’ | Marcatori | 69’ (rig.) Barbieri |

| Arbitro: | Pistarelli (Fermo) |

|                                     |           |  |
| Menín 3’ Fusar Poli 15’ Marrone 77’ | Marcatori |  |

| Arbitro: | Ursini (Pescara) |

|                                             |           |                                               |
| Di Bari 19’ Spyridonidou 34’, 69’ 86’ Sudyk | Marcatori | 29’ (rig.) Barbieri 40’ Jansen 77’ Bertolotti |

| Arbitro: | Mancini (Pistoia) |

|           |           |                             |
| Menín 61’ | Marcatori | 68’ Carravetta 77’ Di Luzio |

| Arbitro: | Bouabid (Collegno) |

|              |           |                                          |
| Barbieri 14’ | Marcatori | 43’ Hjohlman 75’ C. Merli 90+3’ Galbiati |

| Arbitro: | Catanzaro (Catanzaro) |

|  |           |              |
|  | Marcatori | 47’ Barbieri |

| Arbitro: | Gagliardi (San Benedetto del Tronto) |

|                        |           |         |
| Menín 33’ Barbieri 55’ | Marcatori | 4’ Masu |

| Arbitro: | Castellano (Nichelino) |

|                            |           |            |
| Kiem 45+1’ Vavassori 90+5’ | Marcatori | 61’ Jansen |

| Arbitro: | Eremitaggio (Ancona) |

|                         |           |             |
| Jansen 15’ Barbieri 32’ | Marcatori | 6’ Dragotto |

| Arbitro: | Boiani (Pesaro) |

|             |           |            |
| Pinna 90+5’ | Marcatori | 20’ Jansen |

| Arbitro: | Giordano (Grosseto) |

|              |           |             |
| Barbieri 42’ | Marcatori | 15’ Mariani |

| Arbitro: | Frazza (Schio) |

|              |           |                 |
| Kongoulī 39’ | Marcatori | 76’, 79’ Jansen |

#### Girone di ritorno
| Arbitro: | Giordani (Aprilia) |

|           |           |  |
| Gomes 80’ | Marcatori |  |

| Arbitro: | Terribile (Bassano del Grappa) |

|              |           |  |
| Barbieri 50’ | Marcatori |  |

| Arbitro: | Mihalache (Terni) |

|          |           |                               |
| Coda 27’ | Marcatori | 7’, 55’ Barbieri 88’ Cecchini |

| Acquaviva 27 febbraio 2022, ore 14:30 CET 17ª giornata | San Marino        | 0 – 0 referto referto 2 | Pink Sport Time | Campo sportivo Acquaviva\| Arbitro: \| Menozzi (Treviso) \| |
| Arbitro:                                               | Menozzi (Treviso) |                         |                 |                                                             |

| Arbitro: | Sassano (Padova) |

|                     |           |                                            |
| Picchi 29’ Carp 64’ | Marcatori | 1’ Jansen 49’ Barbieri 58’ Massa 81’ Menín |

| Arbitro: | Palmieri (Conegliano) |

|            |           |           |
| Piazza 64’ | Marcatori | 23’ Ghisi |

| Arbitro: | Sacchi (Macerata) |

|                |           |               |
| Fusar Poli 43’ | Marcatori | 88’ Zanoletti |

| Arbitro: | Peletti (Crema) |

|               |           |  |
| Lattanzio 12’ | Marcatori |  |

| Arbitro: | Grieco (Ascoli Piceno) |

|               |           |  |
| Piazza 5’, 8’ | Marcatori |  |

| Arbitro: | Cortale (Locri) |

|                                    |           |                        |
| Collovà 21’ Ribellino 71’ Zito 79’ | Marcatori | 11’ Massa 74’ Barbieri |

| Arbitro: | Hamza Rihai (Lovere) |

|                      |           |                |
| Massa 42’ Jansen 44’ | Marcatori | 13’ Cuciniello |

| Arbitro: | Ghazy (Schio) |

|            |           |                                                |
| Fracas 46’ | Marcatori | 47’ Jansen 81’ (rig.) Barbieri 83’ Alborghetti |

| Arbitro: | Castelli (Ascoli Piceno) |

|                             |           |                        |
| Barbieri 3’ Jansen 44’, 50’ | Marcatori | 44’ Milan 45’ Kongoulī |

### Coppa Italia
| Arbitro: | Bortolussi (Nichelino) |

|  |           |                     |
|  | Marcatori | 38’ (rig.) Barbieri |

| Arbitro: | Grieco (Ascoli Piceno) |

|  |           |                              |
|  | Marcatori | 31’, 58’ Bonetti 90+3’ Polli |

## Statistiche

### Statistiche di squadra
| Competizione | Punti | In casa | In casa | In casa | In casa | In casa | In casa | In trasferta | In trasferta | In trasferta | In trasferta | In trasferta | In trasferta | Totale | Totale | Totale | Totale | Totale | Totale | DR  |
| Competizione | Punti | G       | V       | N       | P       | Gf      | Gs      | G            | V            | N            | P            | Gf           | Gs           | G      | V      | N      | P      | Gf     | Gs     | DR  |
| ------------ | ----- | ------- | ------- | ------- | ------- | ------- | ------- | ------------ | ------------ | ------------ | ------------ | ------------ | ------------ | ------ | ------ | ------ | ------ | ------ | ------ | --- |
| Serie B      | 44    | 13      | 8       | 4       | 1       | 22      | 10      | 13           | 5            | 1            | 7            | 22           | 22           | 26     | 13     | 5      | 8      | 44     | 32     | +12 |
| Coppa Italia | -     | 1       | 0       | 0       | 1       | 0       | 3       | 1            | 1            | 0            | 0            | 1            | 0            | 2      | 1      | 0      | 1      | 1      | 3      | -2  |
| Totale       | -     | 14      | 8       | 4       | 2       | 22      | 13      | 14           | 6            | 1            | 7            | 23           | 22           | 28     | 14     | 5      | 9      | 45     | 35     | +10 |

### Andamento in campionato
| Giornata  | 1 | 2 | 3 | 4 | 5 | 6 | 7 | 8 | 9 | 10 | 11 | 12 | 13 | 14 | 15 | 16 | 17 | 18 | 19 | 20 | 21 | 22 | 23 | 24 | 25 | 26 |
| --------- | - | - | - | - | - | - | - | - | - | -- | -- | -- | -- | -- | -- | -- | -- | -- | -- | -- | -- | -- | -- | -- | -- | -- |
| Luogo     | C | T | C | T | C | T | T | C | T | C  | T  | C  | T  | T  | C  | T  | C  | T  | C  | C  | T  | C  | T  | C  | T  | C  |
| Risultato | V | P | V | P | P | P | V | V | P | V  | N  | N  | V  | P  | V  | V  | N  | V  | N  | N  | P  | V  | P  | V  | V  | V  |
| Posizione | 1 | 5 |   |   |   |   |   |   |   |    |    |    |    |    |    |    |    |    |    |    |    |    |    | 5  | 3  | 3  |

Legenda:

Luogo: C = Casa; T = Trasferta. Risultato: V = Vittoria; N = Pareggio; P = Sconfitta.

### Statistiche delle giocatrici
| Giocatore      | Serie B  | Serie B | Serie B     | Serie B    | Coppa Italia | Coppa Italia | Coppa Italia | Coppa Italia | Totale   | Totale | Totale      | Totale     |
| Giocatore      | Presenze | Reti    | Ammonizioni | Espulsioni | Presenze     | Reti         | Ammonizioni  | Espulsioni   | Presenze | Reti   | Ammonizioni | Espulsioni |
| -------------- | -------- | ------- | ----------- | ---------- | ------------ | ------------ | ------------ | ------------ | -------- | ------ | ----------- | ---------- |
| F. Alborghetti | 13       | 1       | 0           | 1          | 2            | 0            | 0            | 0            | 15       | 1      | 0           | 1          |
| G. Baldini     | 22       | 1       | 1           | 0          | 2            | 0            | 0            | 0            | 24       | 1      | 1           | 0          |
| R. Barbieri    | 22       | 15      | 1           | 0          | 2            | 1            | 0            | 0            | 24       | 16     | 1           | 0          |
| G. Bertolotti  | 16       | 1       | 1           | 0          | 2            | 0            | 0            | 0            | 18       | 1      | 1           | 0          |
| V. Brambilla   | 25       | 2       | 0           | 1          | 2            | 0            | 0            | 0            | 27       | 2      | 0           | 1          |
| S. Cardona     | 0        | 0       | 0           | 0          | -            | -            | -            | -            | 0        | 0      | 0           | 0          |
| E. Cecchini    | 6        | 1       | 2           | 0          | 1            | 0            | 0            | 0            | 7        | 1      | 2           | 0          |
| F. Desiati     | 0        | 0       | 0           | 0          | -            | -            | -            | -            | 0        | 0      | 0           | 0          |
| E. Diversi     | 0        | 0       | 0           | 0          | -            | -            | -            | -            | 0        | 0      | 0           | 0          |
| G. Fusar Poli  | 24       | 2       | 4           | 0          | 2            | 0            | 0            | 0            | 26       | 2      | 4           | 0          |
| C. Groff       | 7        | 0       | 1           | 0          | 1            | 0            | 0            | 0            | 8        | 0      | 1           | 0          |
| S. Jansen      | 23       | 11      | 3           | 0          | 1            | 0            | 1            | 0            | 24       | 11     | 4           | 0          |
| C. Kiamou      | 16       | 0       | 2           | 0          | 2            | 0            | 0            | 0            | 18       | 0      | 2           | 0          |
| M. Kuenrath    | 13       | 0       | 0           | 0          | -            | -            | -            | -            | 13       | 0      | 0           | 0          |
| A. Marrone     | 23       | 1       | 5           | 0          | 1            | 0            | 0            | 0            | 24       | 1      | 5           | 0          |
| A. Massa       | 26       | 4       | 0           | 0          | 2            | 0            | 0            | 0            | 28       | 4      | 0           | 0          |
| Y.S. Menin     | 22       | 4       | 3           | 0          | 0            | 0            | 0            | 0            | 22       | 4      | 3           | 0          |
| N. Micciarelli | 11       | 0       | 0           | 0          | 1            | 0            | 0            | 0            | 12       | 0      | 0           | 0          |
| C. Modesti     | 0        | 0       | 0           | 0          | -            | -            | -            | -            | 0        | 0      | 0           | 0          |
| G. Montalti    | 18       | 0       | 1           | 0          | 0            | 0            | 0            | 0            | 18       | 0      | 1           | 0          |
| F. Montanari   | 6        | 0       | 1           | 0          | 1            | 0            | 0            | 0            | 7        | 0      | 1           | 0          |
| M. Nozzi       | 6        | 0       | 0           | 0          | 1            | 0            | 0            | 0            | 7        | 0      | 0           | 0          |
| F. Papaleo     | 19       | 0       | 0           | 0          | 1            | 0            | 0            | 0            | 20       | 0      | 0           | 0          |
| A. Piazza      | 20       | -24     | 2           | 0          | 1            | -3           | 0            | 0            | 21       | -27    | 2           | 0          |
| M. Piazza      | 15       | 3       | 0           | 0          | 1            | 0            | 0            | 0            | 16       | 3      | 0           | 0          |
| S. Pirini      | 1        | 0       | 0           | 0          | -            | -            | -            | -            | 1        | 0      | 0           | 0          |
| E. Prinzivalli | 4        | 0       | 0           | 0          | 1            | 0            | 0            | 0            | 5        | 0      | 0           | 0          |
| A. Venturini   | 24       | 0       | 2           | 0          | 2            | 0            | 0            | 0            | 26       | 0      | 2           | 0          |